# (16967) Marcosbosso
(16967) Marcosbosso (1998 SR132) – planetoida z pasa głównego asteroid okrążająca Słońce w ciągu 3,48 lat w średniej odległości 2,29 j.a. Odkryta 26 września 1998 roku.